# Linka A (metro v Ciudad de México)
Linka A je jedna z linek metra v Ciudad de México, je značena purpurovou barvou. Linka má 10 stanic a dlouhá je 17.192 km.

## Chronologie otevírání jednotlivých úseků
| Úsek               | Datum otevření |
| ------------------ | -------------- |
| Pantitlán - La Paz | 12. srpna 1991 |

## Provoz
Linka A se kříží s linkami metra 1, 5, 9 a linkou Metrobusa 2

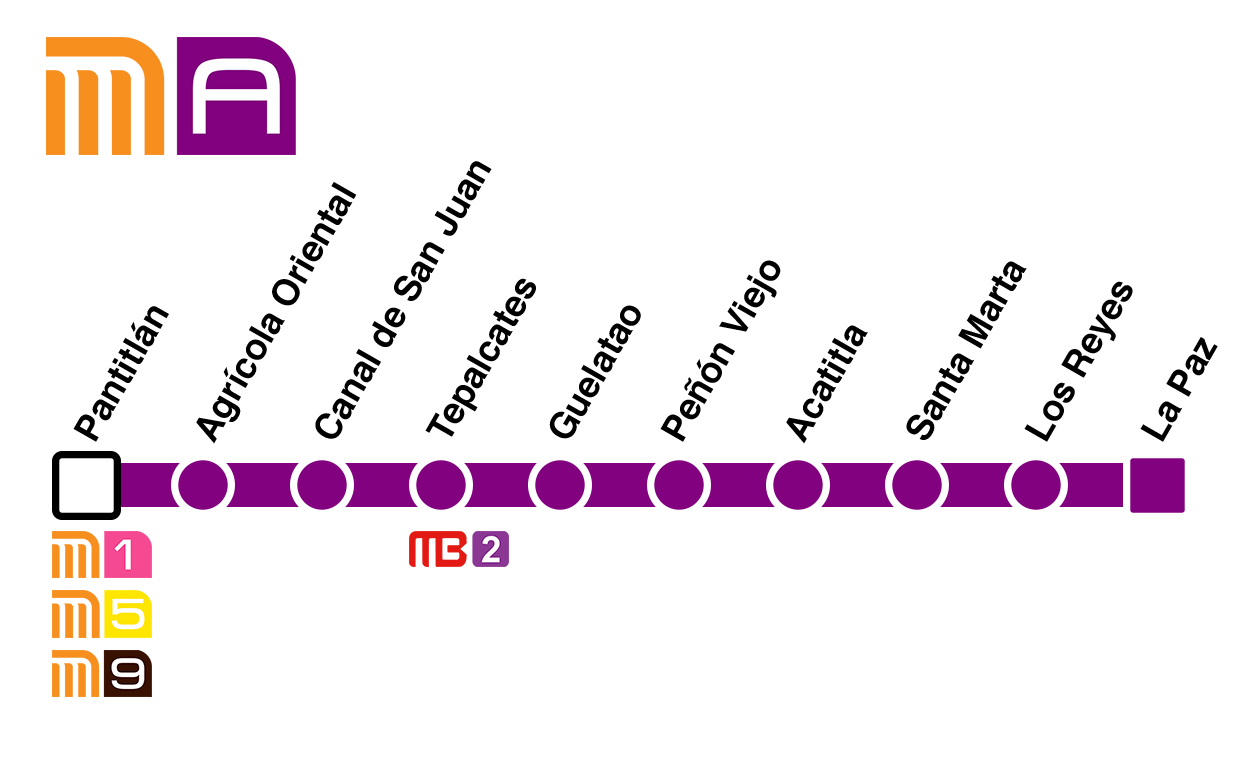
Plán Linky A

### Seznam stanic

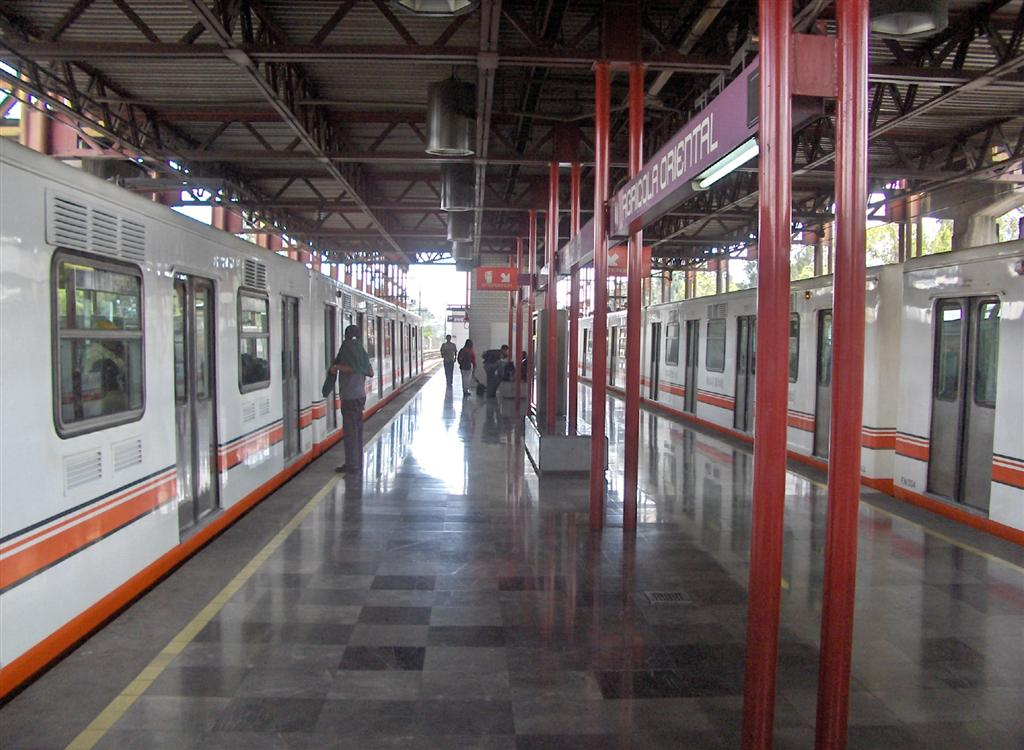
Stanice Agrícola Oriental

| Linka A | Linka A           | Linka A  | Linka A          |
| Č.      | Stanice           | Přestupy | Městský obvod    |
| ------- | ----------------- | -------- | ---------------- |
| 1       | Pantitlán         |          | Iztacalco        |
| 2       | Agrícola Oriental |          | Iztacalco        |
| 3       | Canal de San Juan |          | Iztacalco        |
| 4       | Tepalcates        |          | Iztapalapa       |
| 5       | Guelatao          |          | Iztapalapa       |
| 6       | Peñón Viejo       |          | Iztapalapa       |
| 7       | Acatitla          |          | Iztapalapa       |
| 8       | Santa Marta       |          | Iztapalapa       |
| 9       | Los Reyes         |          | Los Reyes La Paz |
| 10      | La Paz            |          | Los Reyes La Paz |